# Winklern
Winklern è un comune austriaco di 1 211 abitanti nel distretto di Spittal an der Drau, in Carinzia; ha lo status di comune mercato (Marktgemeinde). Dal suo territorio nel 1898 è stato scorporato Mörtschach, eretto in comune autonomo; tra il 1973 e il 1991 Mörtschach era stato nuovamente aggregato a Winklern.